# Tropicale Amissa Bongo 2014
La 9.ª edición de la Tropicale Amissa Bongo se disputó del 13 al 19 de enero del 2014. 
Esta competición, organizada en Gabón y pasando por Camerún, formó parte del UCI Africa Tour, dentro de la categoría 2.1.
El ganador final fue Natnael Berhane (quien además se con la clasificación de los sprints) gracias a las bonificaciones obtenidas el último día. Le acompañaron en el podio Luis León Sánchez (vencedor de una etapa) y Egoitz García, respectivamente.
En las otras clasificaciones secundarias se impusieron Marco Minaard (montaña), Roy Jans (puntos), Florian Sénéchal (jóvenes) y Team Europcar (equipos).

## Equipos participantes
Tomaron parte en la carrera 15 equipos: 1 equipo de categoría UCI ProTeam; 4 de categoría Profesional Continental; 1 de categoría Continental; y 9 selecciones nacionales. Formando así un pelotón 90 corredores, con 6 ciclistas cada equipo. Los equipos participantes fueron:
| Equipo                       | Cód. UCI | Categoría               |
| ---------------------------- | -------- | ----------------------- |
| Team Europcar                | EUC      | UCI ProTeam             |
| Selección de Marruecos       |          | Selección nacional      |
| MTN Qhubeka                  | MTN      | Profesional Continental |
| Selección de Gabón           |          | Selección nacional      |
| Vélo Club Sovac              | VCS      | Continental             |
| Selección de Eritrea         |          | Selección nacional      |
| Caja Rural-Seguros RGA       | CJR      | Profesional Continental |
| Selección de Burkina Faso    |          | Selección nacional      |
| Cofidis, Solutions Crédits   | COF      | Profesional Continental |
| Selección de Ruanda          |          | Selección nacional      |
| Wanty-Groupe Gobert          | WGG      | Profesional Continental |
| Selección de de Camerún      |          | Selección nacional      |
| Selección de Etiopía         |          | Selección nacional      |
| Selección de Costa de Marfil |          | Selección nacional      |
| Selección de Namibia         |          | Selección nacional      |

## Etapas
| Etapa    | Fecha       | Recorrido               | km  | Ganador                 | Líder             |
| -------- | ----------- | ----------------------- | --- | ----------------------- | ----------------- |
| 1ª etapa | 13 de enero | Bitam- Ebolowa          | 149 | Luis León Sánchez       | Egoitz García     |
| 2ª etapa | 14 de enero | Awoua-Oyem              | 112 | Jérôme Baugnies         | Luis León Sánchez |
| 3ª etapa | 15 de enero | Ndjolé-Lambarene        | 110 | Roy Jans                | Luis León Sánchez |
| 4ª etapa | 16 de enero | Lambarene-Mouila        | 109 | Fregalsi Debesay        | Luis León Sánchez |
| 5ª etapa | 17 de enero | Lambarene-Kango         | 190 | Bonaventure Uwezeyimana | Luis León Sánchez |
| 6ª etapa | 18 de enero | Port-Gentil-Port-Gentil | 147 | Frederique Robert       | Luis León Sánchez |
| 7ª etapa | 19 de enero | Owendo-Libreville       | 128 | Frederique Robert       | Natnael Berhane   |

## Clasificaciones finales

### Clasificación general
| Posición | Ciclista             | Equipo                     | Tiempo           |
| -------- | -------------------- | -------------------------- | ---------------- |
|          | Natnael Berhane      | Europcar                   | 22 h 52 min 24 s |
| 2        | Luis León Sánchez    | Caja Rural-Seguros RGA     | a 1 s            |
| 3        | Egoitz García        | Cofidis, Solutions Crédits | a 2 s            |
| 4        | Grégory Habeaux      | Wanty-Groupe Gobert        | a 22 s           |
| 5        | Linus Gerdemann      | MTN Qhubeka                | a 23 s           |
| 6        | Fabrice Jeandesboz   | Europcar                   | a 27 s           |
| 7        | Jérôme Baugnies      | Wanty-Groupe Gobert        | a 54 s           |
| 8        | Florian Sénéchal     | Cofidis, Solutions Crédits | a 1 min 09 s     |
| 9        | Giovanni Bernaudeau  | Europcar                   | a 1 min 45 s     |
| 10       | Salah Eddine Mraouni | Selección de Marruecos     | a 3 min 06 s     |

### Clasificación de la montaña
| Posición | Ciclista          | Equipo                 | Puntos |
| -------- | ----------------- | ---------------------- | ------ |
|          | Marco Minaard     | Wanty-Groupe Gobert    | 27     |
| 2        | Omar Fraile       | Caja Rural-Seguros RGA | 11     |
| 3        | Songezo Jim       | MTN Qhubeka            | 9      |
| 4        | Kindishih Debesay | Selección de Eritrea   | 7      |
| 5        | Metkel Eyob       | Selección de Eritrea   | 7      |

### Clasificación por puntos
| Posición | Ciclista          | Equipo                     | Puntos |
| -------- | ----------------- | -------------------------- | ------ |
|          | Roy Jans          | Wanty-Groupe Gobert        | 130    |
| 2        | Luis León Sánchez | Caja Rural-Seguros RGA     | 100    |
| 3        | Egoitz García     | Cofidis, Solutions Crédits | 87     |
| 4        | Natnael Berhane   | Europcar                   | 83     |
| 5        | Jérôme Baugnies   | Wanty-Groupe Gobert        | 77     |

### Clasificación de los sprints
| Posición | Ciclista           | Equipo                 | Puntos |
| -------- | ------------------ | ---------------------- | ------ |
|          | Natnael Berhane    | Europcar               | 15     |
| 2        | Meron Teshome      | Selección de Eritrea   | 15     |
| 3        | Mouhssine Lahsaini | Selección de Marruecos | 14     |

### Clasificación de los jóvenes
| Posición | Ciclista                | Equipo                     | Puntos           |
| -------- | ----------------------- | -------------------------- | ---------------- |
|          | Florian Sénéchal        | Cofidis, Solutions Crédits | 22 h 53 min 33 s |
| 2        | Salah Eddine Mraouni    | Selección de Marruecos     | a 1 min 57 s     |
| 3        | Metkel Eyob             | Selección de Eritrea       | a 2 min 00 s     |
| 4        | Raul Costa Seibeb       | Selección de Namibia       | a 11 min 38 s    |
| 5        | Bonaventure Uwezeyimana | Selección de Ruanda        | a 12 min 01 s    |

### Clasificación por equipos
| Posición | Equipo                     | Tiempo           |
| -------- | -------------------------- | ---------------- |
|          | Europcar                   | 68 h 18 min 15 s |
| 2        | Wanty-Groupe Gobert        | a 5 min 48 s     |
| 3        | Cofidis, Solutions Crédits | a 25 min 26 s    |
| 4        | MTN Qhubeka                | a 25 min 35 s    |
| 5        | Selección de Marruecos     | a 29 min 39 s    |

## Evolución de las Clasificaciones
| Etapa (Vencedor)                   | Clasificación general | Clasificación por puntos | Clasificación de la montaña | Clasificación de los sprints | Clasificación de los jóvenes | Clasificación por equipos |
| ---------------------------------- | --------------------- | ------------------------ | --------------------------- | ---------------------------- | ---------------------------- | ------------------------- |
| 1.ª etapa (Luis León Sánchez)      | Egoitz García         | Luis León Sánchez        | Lluís Mas                   | Florian Sénéchal             | Florian Sénéchal             | Europcar                  |
| 2.ª etapa (Jérôme Baugnies)        | Luis León Sánchez     | Luis León Sánchez        | Omar Fraile                 | Meron Teshome                | Florian Sénéchal             | Europcar                  |
| 3.ª etapa (Roy Jans)               | Luis León Sánchez     | Jérôme Baugnies          | Omar Fraile                 | Kindishih Debesay            | Florian Sénéchal             | Europcar                  |
| 4.ª etapa (Fregalsi Debesay)       | Luis León Sánchez     | Jérôme Baugnies          | Marco Minnaard              | Mouhssine Lahsaini           | Florian Sénéchal             | Europcar                  |
| 5ª etapa (Bonaventure Uwezeyimana) | Luis León Sánchez     | Luis León Sánchez        | Marco Minnaard              | Mouhssine Lahsaini           | Florian Sénéchal             | Europcar                  |
| 6ª etapa (Frederique Robert)       | Luis León Sánchez     | Roy Jans                 | Marco Minnaard              | Mouhssine Lahsaini           | Florian Sénéchal             | Europcar                  |
| 7ª etapa (Frederique Robert)       | Natnael Berhane       | Roy Jans                 | Marco Minnaard              | Natnael Berhane              | Florian Sénéchal             | Europcar                  |
| Final                              | Natnael Berhane       | Roy Jans                 | Marco Minnaard              | Natnael Berhane              | Florian Sénéchal             | Europcar                  |